# Monte Cardito
Monte Cardito è un rilievo dei Monti della Laga che si trova nel Lazio, nella provincia di Rieti, nel comune di Amatrice. Transita qui un tratto della grande Ippovia del Gran Sasso.